# Flagan (Glava socken, Värmland, 660333-130586)
Flagan är en sjö i Arvika kommun i Värmland och ingår i Göta älvs huvudavrinningsområde. Sjön har en area på 0,0487 kvadratkilometer och ligger 150,2 meter över havet. Sjön avvattnas av vattendraget Glasälven (Sörbohedsälven).

## Delavrinningsområde
Flagan ingår i det delavrinningsområde (660311-130524) som SMHI kallar för Inloppet i Stora Gla. Medelhöjden är 219 meter över havet och ytan är 6,08 kvadratkilometer. Räknas de 13 avrinningsområdena uppströms in blir den ackumulerade arean 144,91 kvadratkilometer. Glasälven (Sörbohedsälven) som avvattnar avrinningsområdet har biflödesordning 3, vilket innebär att vattnet flödar genom totalt 3 vattendrag innan det når havet efter 279 kilometer. Avrinningsområdet består mestadels av skog (89 procent). Avrinningsområdet har 0,05 kvadratkilometer vattenytor vilket ger det en sjöprocent på 0,8 procent.